# 神一ダム
神一ダム（じんいちダム、別称：神通川第一ダム）は、富山県富山市、一級河川・神通川水系神通川に建設されたダム。高さ45メートルの重力式コンクリートダムで、北陸電力の発電用ダムである。同社の水力発電所・神通川第一発電所および庵谷（いおりだに）発電所に送水し、合計最大13万2,000キロワットの電力を発生する。

## 歴史

### 建設
1951年（昭和26年）、これまで日本の発電事業を一握していた日本発送電が分割・民営化され、全国に9つの電力会社が発足した。このうち、北陸地方における電気事業を担ったのが北陸電力である。1950年（昭和25年）に勃発した朝鮮戦争は戦後の荒廃した日本に好景気をもたらし、復興から経済成長へと大きく弾みをつけることになった。これに伴って電気の消費量は増加の一途をたどり、既存の発電所だけではまかないきれない状態に陥ると予想された。とりわけ当時の北陸地方は電力不足の危機に瀕していた。北陸地方にある発電所の総出力およそ100万キロワットのうち、半分以上を関西電力が占め、北陸電力分は40万キロワットに過ぎなかったのである。これは北陸地方を流れる河川の中でも、多くの水力発電所が立地する黒部川や庄川といった大河川の水利権が関西電力の手に渡ったことが大きな要因であった。新規電源開発に迫られた北陸電力は、有力な開発地点として神通川に着目した。
神通川は岐阜県北部に端を発し、富山県内を北流して富山湾に注ぐ河川である。飛騨山脈（北アルプス）を水源とすることから水量は豊富にあり、流路の途中で神通峡と呼ばれる峡谷を形成する急流でもある。このことから古くは明治時代より水力発電所の建設が行われ、神通峡においては庵谷第一・第二発電所が稼働していた。かつての日本発送電も当地に着目し、1943年（昭和18年）12月に寺津発電所という名で大規模な開発に着手したものの、1945年（昭和20年）4月に中断したままとなっていた。北陸電力はこの開発計画に修正を加え、神通川第一発電所として開発を再開。これに合わせて下流に神通川第二発電所・神通川第三発電所・神通川第三左岸発電所を建設することで、合計最大13万6,500キロワットの出力が得られることになる。
事業の中核を担う神通川第一発電所は、神通峡の中でも片路峡と呼ばれる地点に建設されるものである。富山県婦負郡細入村片掛（現・富山市片掛）に神一ダムを建設し、左岸に取水口を設置。大きく屈曲している川の流れを短絡する形で導水路を掘削し、ダムに貯えた水を細入村庵谷（現・富山市庵谷）に建設する発電所に送水する。発電所構内にはフランシス水車を採用した2台の水車発電機が設置され、最大150立方メートル毎秒の水を使用し、合計最大8万キロワット（のちに8万2,000キロワットに増強）の電力を発生することができる（当時は戦後完成した全国の発電所の中でも最大であった）。電気の消費量が多い時間に集中して発電するピーク運用を想定し、下流には逆調整のための神二ダムが計画された。その後、さらに下流に神三ダムが建設されることになり、逆調整は神三ダムが担当することになったことから、神二ダム直下の神通川第二発電所においてもピーク運用が行われるようになった。
神通川第一発電所の建設工事は1952年（昭和27年）3月に着工し、1954年（昭和29年）1月13日に1号発電機が運転を開始。着工からわずか22ヶ月という短期間で運転開始までこぎ着けたとして注目を集めた。2号発電機は同年2月14日に運転を開始（正式発電開始は同年2月15日）。神通川第二発電所も同年に運転開始し、1955年（昭和30年）に神通川第三発電所が、1956年（昭和31年）には神通川第三左岸発電所がそれぞれ運転を開始している。

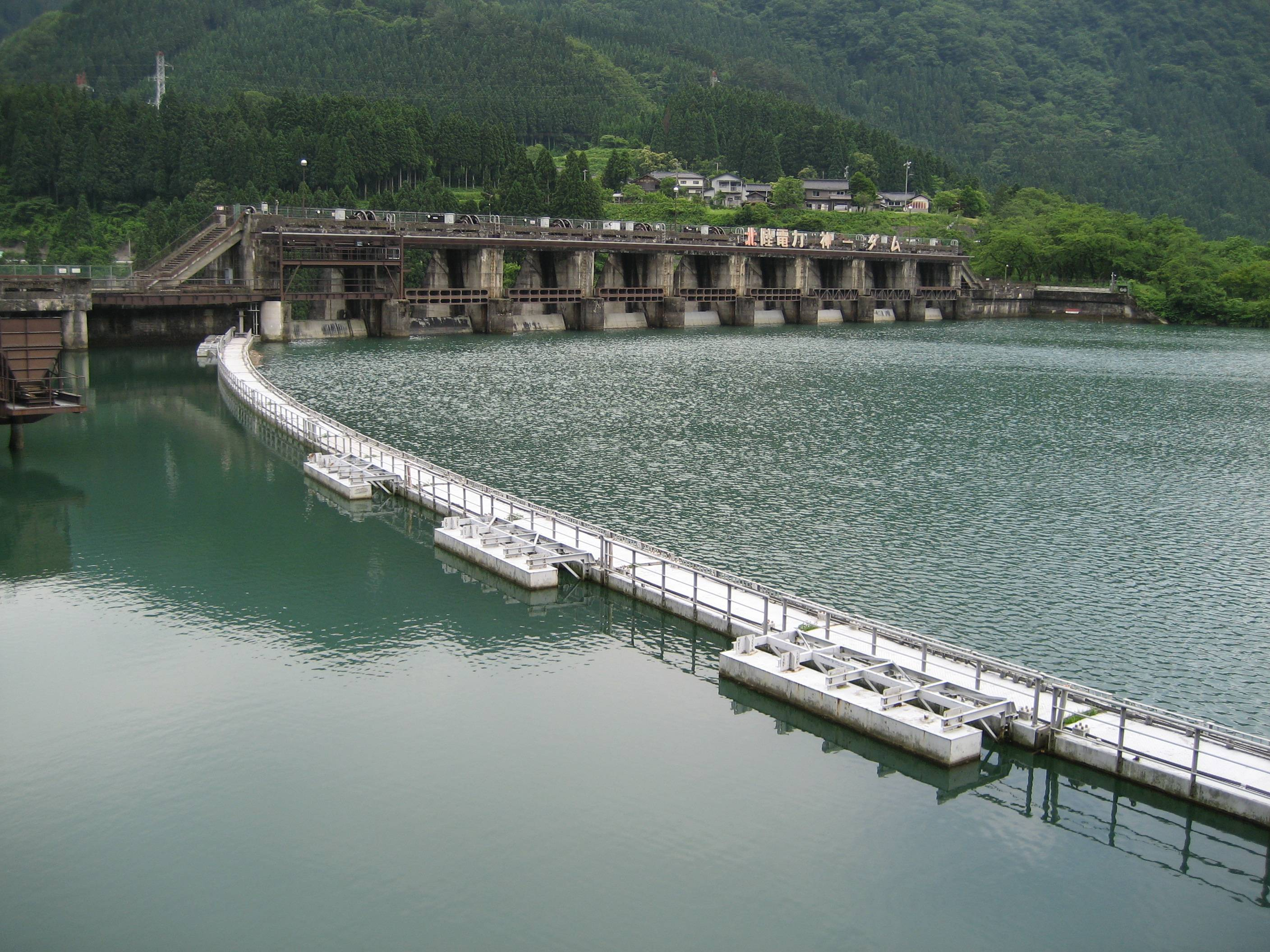
神一ダム湖
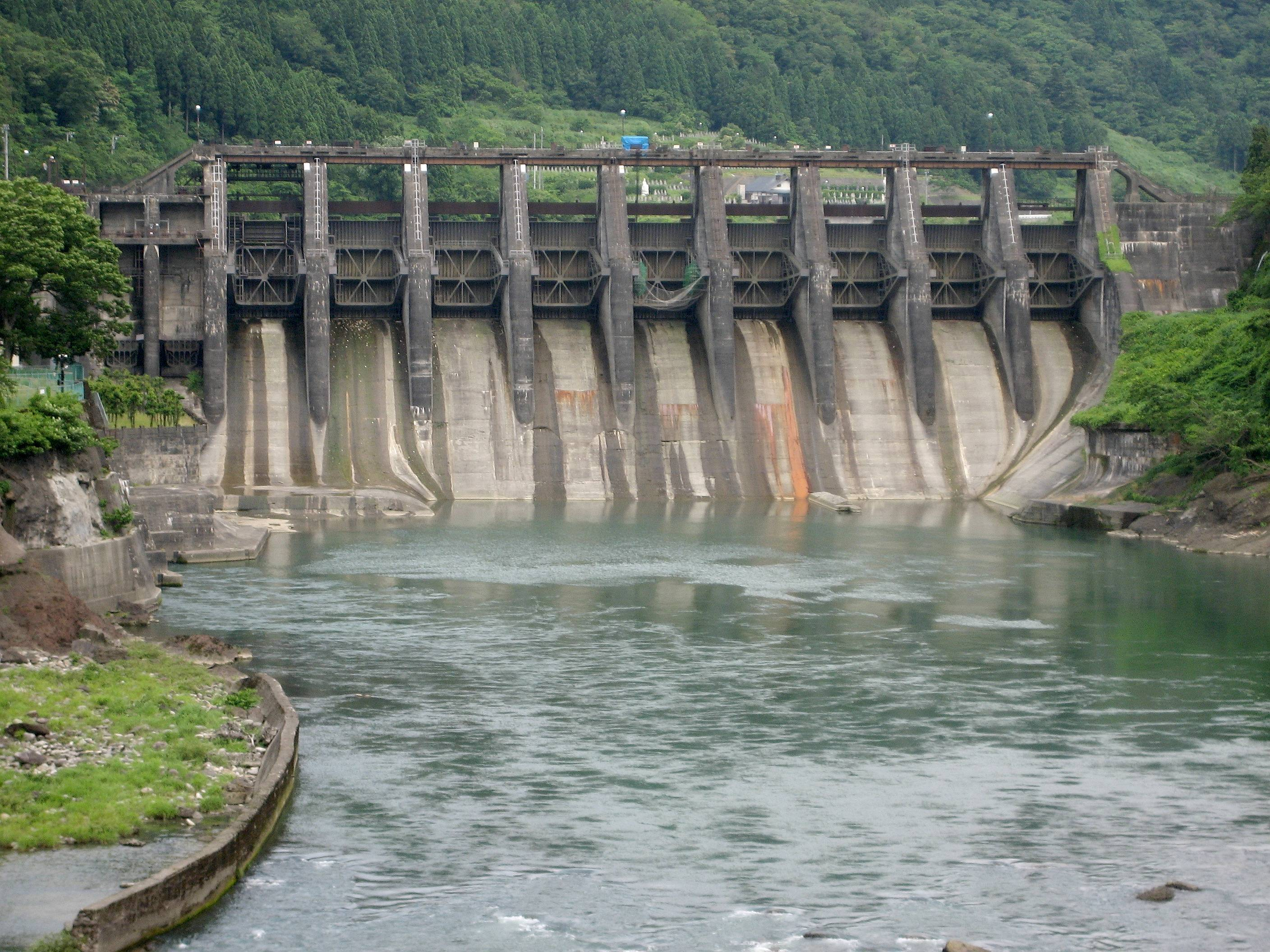
神二ダム
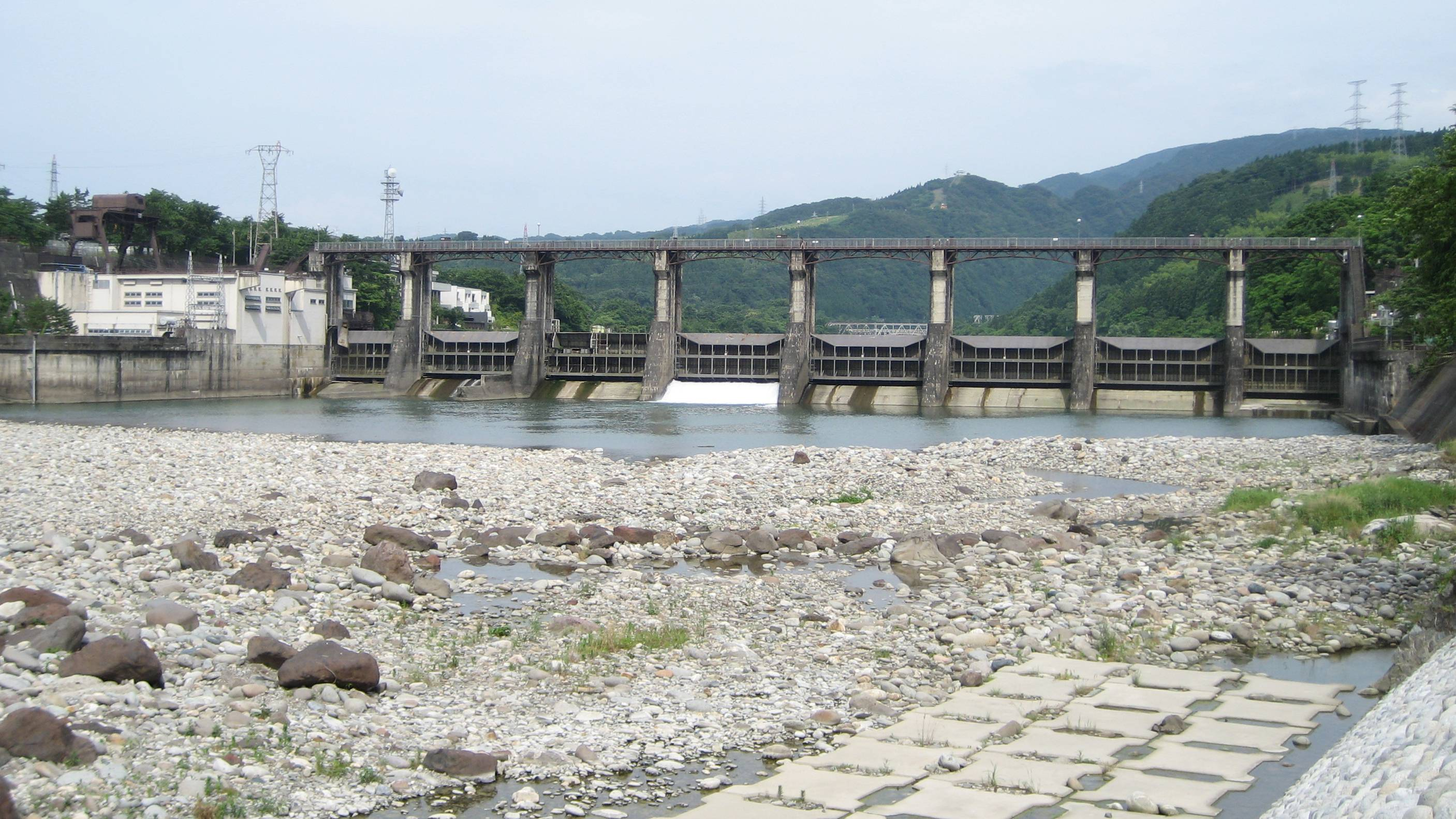
神三ダム

### 再開発

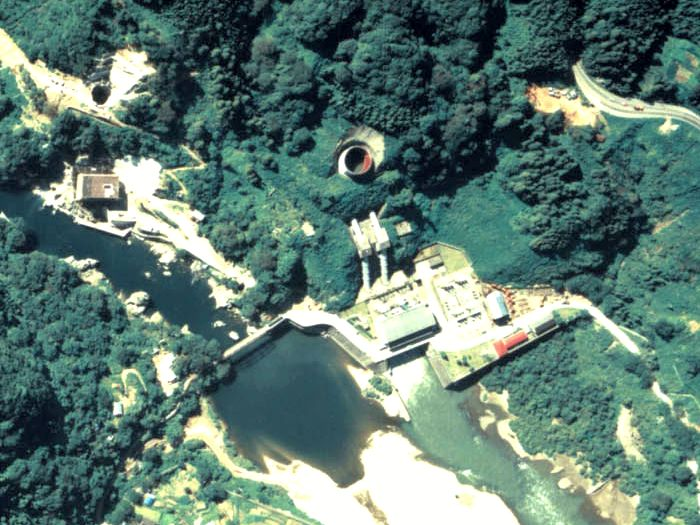
神通川第一発電所（右）と庵谷発電所（左）

神通川における一連の開発を終えた北陸電力は、なお増大する電力需要に応え、開発の手を常願寺川や手取川、九頭竜川などへ伸ばし、一方では火力発電所の建設も推進することで北陸地方の高度経済成長を支えた。しかし、オイルショックにより石油火力発電偏重の発電構成が裏目に出たことから、以降は水力発電所の新設および再開発に注力するようになった。神一ダムも有力な再開発候補に挙げられ、庵谷発電所の増設工事が計画された。
庵谷発電所は神一ダムに取水口を追加し、新たに100立方メートル毎秒の水を使用することで、最大5万キロワットの電力を発生するものである。発電所の建設予定地は神通川第一発電所のすぐ隣である。北陸電力が既に所有している土地であるため、新たな用地取得が省略でき、送電線も神通川第一発電所と共有できる。神一ダムからの導水路についても、神通川第一発電所の建設に伴い廃止された、旧・庵谷第二発電所のものを流用できる。こうした数々の有利な点を持つ庵谷発電所増設計画は、国の「石油需給の変化に伴う水力緊急開発地点」の一つに指定された。工事は1974年（昭和49年）に着手し、1976年（昭和51年）に完成した。

## 周辺
北陸自動車道・富山インターチェンジから国道41号を南下。神二ダムを過ぎ、庵谷トンネルを抜けてすぐ右折すると、国道の下をくぐって神一ダム湖に出る。神一ダムのすぐ下流には吉野橋が架かり、この橋の上から神一ダムの全景を見渡すことができる。ダム周辺は片路峡と呼ばれ、神通峡の中でも特に風光明媚な場所とされる。開発によって27名の死者が生じたことから、慰霊のため観音像（衆宝観音のレリーフ）が発電所に建立された。
発電所のある庵谷は富山市と高山市を結ぶ街道沿いにあり、かつては銀山の街として栄えた。最盛期には坑道数100本、300戸もの民家が軒を連ねたという。しかし、17世紀半ばごろから衰退し、昭和に入ってからも採掘が試みられたが、長くは続かなかった。ダム周辺でもその遺構を目にすることができる。なお、神一ダムの完成により水没することになった民家20戸は段丘の上へ移転している。